# Enna caparao
Espèce
Enna caparao est une espèce d'araignées aranéomorphes de la famille des Trechaleidae.

## Distribution
Cette espèce est endémique du Brésil. Elle se rencontre dans les États du Minas Gerais, de São Paulo et de Rio de Janeiro.

## Description
La femelle holotype mesure 9,31 mm.

## Étymologie
Son nom d'espèce lui a été donné en référence au lieu de sa découverte, Alto Caparaó.

## Publication originale
- Silva & Lise, 2009 : Four new species of the Neotropical spider genus Enna (Araneae, Lycosoidea, Trechaleidae) from Brazil. Zootaxa, no 2289, p. 48-54.